# Baryconus elevatus
Baryconus elevatus är en stekelart som först beskrevs av Alan Parkhurst Dodd 1929.  Baryconus elevatus ingår i släktet Baryconus och familjen Scelionidae. Inga underarter finns listade.